# Lepthyphantes magnesiae
Lepthyphantes magnesiae är en spindelart som beskrevs av Brignoli 1979. Lepthyphantes magnesiae ingår i släktet Lepthyphantes och familjen täckvävarspindlar.
Artens utbredningsområde är Grekland. Inga underarter finns listade i Catalogue of Life.